# メキシコ時間
|  | 冬時間 | 夏時間 (DST) | タイムゾーン |
|  | UTC-5  | UTC-5        | 東部標準時   |
|  | UTC-6  | UTC-5        | 中部標準時   |
|  | UTC-6  | UTC-6        | 中部標準時   |
|  | UTC-7  | UTC-6        | 山岳部標準時 |
|  | UTC-7  | UTC-7        | 山岳部標準時 |
|  | UTC-8  | UTC-7        | 太平洋標準時 |

メキシコ時間（メキシコじかん）とは、1924年に制定されたメキシコ国内の標準時を指す。メキシコでは2022年現在、主に4つの標準時が使用されている。夏時間はキンタナ・ロー州とソノラ州を除く全国で採用されていたが、2022年にアメリカ合衆国と接する州を除き、廃止が決定した。
1. 南東地域（Zona Sureste） - 東部標準時（UTC-5）。キンタナ・ロー州で使用される。
2. 中部地域（Zona Centro） - 中部標準時（UTC-6）。メキシコ市、グアダラハラ、モンテレイを含む多くの州。
3. 太平洋地域（Zona Pacífico） - 山岳部標準時（UTC-7）。バハ・カリフォルニア・スル州、チワワ州、ナヤリット州、シナロア州およびソノラ州
4. 北西地域（Zona Noroeste） - 太平洋標準時（UTC-8）。バハ・カリフォルニア州。

## 歴史
メキシコでは1922年に初めて標準時が導入され、東部のカンペチェ州、チアパス州、キンタナ・ロー州、タバスコ州、ユカタン州の5つの州は西経90度線に基づくUTC-6、オアハカ州とベラクルス州以西の残りの州では西経105度線に基づくUTC-7が採用された。1924年にバハ・カリフォルニア州は西経120度線に基づくUTC-8へ移行したが、1927年にUTC-7へ戻り、同時にそれまでUTC-7を使用していた地域がUTC-6へ移行した。
1930年に新たなタイムゾーンが導入され、カンペチェ州、チアパス州、オアハカ州、キンタナ・ロー州、タバスコ州、タマウリパス州、ベラクルス州およびユカタン州をUTC-6へ残しその他の州はUTC-7へ移り、バハ・カリフォルニア州はUTC-8に復帰した。1932年にはUTC-7の地域は再度UTC-6へ移行した。
1942年にバハ・カリフォルニア・スル州、ナヤリット州、シナロア州およびソノラ州がUTC-7へ移行した。後の1998年にはチワワ州もUTC-7へ移った。
西経75度線に基づくUTC-5は1981年に観光目的でカンペチェ州、キンタナ・ロー州およびユカタン州で導入された。3州は翌1982年にUTC-6へ戻ったが、キンタナ・ロー州では1997年から1998年までと、2015年からUTC-5が採用されている。

## 夏時間
夏時間は1931年にバハ・カリフォルニア州で導入されたのが最初である。翌年停止されたものの、1954年から1960年と、1976年に再導入された。コアウイラ州、ドゥランゴ州、ヌエボ・レオン州およびタマウリパス州では1988年に試験的に導入されたが、翌年停止された。
1996年以降、メキシコでは夏時間が、4月第1日曜日から10月最終日曜日まで、全国的に実施された。なおアメリカ合衆国との国境を接するバハ・カリフォルニア州全域と、国境沿いのいくつかの自治体では経済的な理由から国夏時間の実施期間と合わせた3月第2日曜日から11月第1日曜日までとした。
メキシコの夏時間は、夏時間を採用していない米国アリゾナ州に隣接するソノラ州では1999年に、またキンタナ・ロー州では2015年のタイムゾーンの変更に合わせてそれぞれ停止された。また2022年には、アメリカ合衆国に隣接する州を除くメキシコ全土での夏時間の廃止を決定した。引き続き採用する州および自治体は夏時間の時期を、アメリカ合衆国の夏時間実施に合わせ、3月第2日曜日から11月第1日曜日までとする。

## IANA time zone database
tzデータベースのzone.tabは、メキシコの標準時として以下の11の時間帯を含む。
| 国コード | 座標        | TZ                     | 注釈                                                                              | 協定世界時との差 | 夏時間 | 備考 |
| -------- | ----------- | ---------------------- | --------------------------------------------------------------------------------- | ---------------- | ------ | ---- |
| MX       | +2048−10515 | America/Bahia_Banderas | 中部時間 - バイーア・デ・バンデラス                                               | −06:00           | −05:00 |      |
| MX       | +2105−08646 | America/Cancun         | 東部標準時 - キンタナ・ロー                                                       | −05:00           | −05:00 |      |
| MX       | +2838−10605 | America/Chihuahua      | 山岳部時間 - チワワ（ほとんどの地域）                                             | −07:00           | −06:00 |      |
| MX       | +2904−11058 | America/Hermosillo     | 山岳部標準時 - ソノラ                                                             | −07:00           | −07:00 |      |
| MX       | +2550−09730 | America/Matamoros      | 米国中部時間 - コアウイラ、ヌエボ・レオン、タマウリパス（米国境）                 | −06:00           | −05:00 |      |
| MX       | +2313−10625 | America/Mazatlan       | 山岳部時間 - バハ・カリフォルニア・スル、ナヤリット、シナロア                     | −07:00           | −06:00 |      |
| MX       | +2058−08937 | America/Merida         | 中部時間 - カンペチェ、ユカタン                                                   | −06:00           | −05:00 |      |
| MX       | +1924−09909 | America/Mexico_City    | 中部時間                                                                          | −06:00           | −05:00 |      |
| MX       | +2540−10019 | America/Monterrey      | 中部時間 - ドゥランゴ；コアウイラ、ヌエボ・レオン、タマウリパス（ほとんどの地域） | −06:00           | −05:00 |      |
| MX       | +2934−10425 | America/Ojinaga        | 米国山岳部時間 - チワワ（米国境）                                                 | −07:00           | −06:00 |      |
| MX       | +3232−11701 | America/Tijuana        | 米国太平洋時間 - バハ・カリフォルニア                                             | −08:00           | −07:00 |      |